# Butlerville (Arkansas)
Butlerville es un área no incorporada ubicada en el condado de Lonoke en el estado estadounidense de Arkansas.

## Geografía
Butlerville se encuentra ubicada en las coordenadas 34°58′33″N 91°50′1″O / 34.97583, -91.83361.